# Caecum cornucopiae
Caecum cornucopiae är en snäckart som först beskrevs av Carpenter 1858.  Caecum cornucopiae ingår i släktet Caecum och familjen Caecidae. Inga underarter finns listade i Catalogue of Life.